# Dionisio V di Costantinopoli
Dionisio V Haritonidis o Dioniso V (in greco Διονύσιος Ε, Dionysios; Adrianopoli, 22 marzo 1820 – Costantinopoli, 25 agosto 1891) è stato un arcivescovo ortodosso greco con cittadinanza ottomana, che ha ricoperto la carica di patriarca ecumenico di Costantinopoli dal 1887 al 1891.

## Istruzione
A Edirne frequentò l'istruzione primaria. Lavorò come maestro di scuola a Kırklareli, poi a Didymoteicho.

## Carriera ecclestiastica
Nel 1851 fu ordinato diacono e andò al Patriarcato ecumenico. Divenne "grande arcidiacono" e, nel 1856, fu ordinato sacerdote con il titolo di "grande protosincello". Nel 1858 divenne metropolita di Creta, nel 1868 metropolita di Didymoteicho e nel 1873 metropolita di Adrianopoli (Edirne). Lì assistette, il 6 febbraio 1879, al tentativo di assalto alla città da parte dei bulgari a seguito della guerra russo-turca del 1877-1878. Dal 1880 al 1886 fu metropolita di Nicea e dal 22 gennaio 1886 diventò di nuovo metropolita di Adrianopoli.

### Patriarcato
Il 23 gennaio 1887, dopo le dimissioni di Gioacchino IV, fu eletto patriarca ecumenico. La sua elezione vide scontrarsi la sua fazione che ricevette 12 voti e il candidato di Gioacchino III che ne ricevette solo 5.
Il suo patriarcato è considerato prudente e autoritario. Dimostrò grande determinazione sulla "questione dei privilegi" che non aveva visto grandi sviluppi sotto il patriarcato del suo predecessore. Si tratta della messa in discussione dei privilegi del Patriarcato acquisiti durante la dominazione ottomana. In particolare, i vescovi di Serres e Kastoria furono deposti senza che il patriarca fosse consultato e alle corti ecclesiastiche fu vietato giudicare i casi di eredità. Perciò, nel 1890, Dioniso si dimise due volte, il 23 luglio e poi il 2 agosto, ma le sue dimissioni furono respinte. Dionigi dichiarò quindi la Chiesa "in persecuzione " il 4 ottobre 1890, chiuse le chiese appartenenti al patriarcato e interruppe tutti i riti dal 3 ottobre al 24 dicembre 1890. Ciò provocò il deterioramento delle relazioni tra il Patriarcato e la Sublime porta, che suscitò l'intervento dello Zar di Russia, che minacciò la guerra se i privilegi patriarcali non fossero stati ripristinati. Il sultanato cedette e annunciò il 24 dicembre 1890 che i privilegi del Patriarcato sarebbero stati rispettati.

## Morte
Dionisio morì di apoplessia il 25 agosto 1891 e fu sepolto nel cortile del monastero di Baloukli.